# Битва за Кашгар (1934)
Битва за Кашгар (кит. 喀什戰役) — військове протистояння, що відбулося в 1934 році під час Сіньцзянських війн. Тюркські мусульманські уйгурські та киргизькі бійці під проводом еміра Абдулли Бугри та інші тюркські сепаратисти розпочали чотири окремі напади протягом шести днів на китайських солдат хуейцзу і ханьува під проводом генерала. Ма Чжаньцана, захоплюючи їх у Кашгарі. Ходжа Ніяс Хаджі приєднався до атаки зі своїми бійцями уйгурських камулів після 300-мильного переходу від Аксу, звідки його вигнали сили китайських мусульман, з’явившись біля стін Кашгару 13 січня. Мусульманські та китайські війська відбили тюркських бійців, завдавши їм значних втрат.
Ген. Ма Фуюань з Нової 36-ї дивізії увірвався в Кашгар і напав на уйгурських і киргизьких повстанців Першої Східно-Туркестанської Республіки. Він звільнив Ма Чжаньцана та захоплені китайські війська. Потім Ма Чжаньцан і Ма Фуюань перемогли та вигнали решту тюркських бійців. За оцінками, від 2000 до 8000 уйгурських мирних жителів було вбито в якості помсти за різанину в Кізілі. У квітні 1934 р. ген. Ма Чжуньїн особисто виголосив промову в мечеті Ідгах, закликаючи уйгурів бути лояльними до уряду Республіки Китай у Нанкіні. Кілька британських громадян у британському консульстві були вбиті військами Нової 36-ї дивізії в двох окремих інцидентах у березні 1934 року Мусульман-китайців називали «тунганськими одноплемінниками». За попередніми даними, було вбито 2000 уйгурів і кілька співробітників британського консульства. Уйгури були посилені військами Ярка і Хотана і киргизькими одноплемінниками.